# Fernando Fernández
Fernando Miguel Fernández Escribano (Málaga, 2 juli 1979), ook bekend als Fernando, is een Spaanse voetballer. Zijn professionele carrière begon in het seizoen 1999/2000; hij speelde toen een wedstrijd voor Real Madrid. Hij is nu speler van Málaga CF. Fernández is een rechtsbuiten. Hij heeft een hele tijd voor de grote rivaal Real Betis gespeeld.
| Seizoen | Club                     | Wedstrijden | Goals |
| ------- | ------------------------ | ----------- | ----- |
| 1999/00 | Real Madrid              | 1           | 0     |
| 1999/00 | Real Madrid Castilla (2) | 34          | 11    |
| 2000/01 | Real Valladolid          | 26          | 6     |
| 2001/02 | Real Valladolid          | 32          | 15    |
| 2002/03 | Real Betis               | 35          | 15    |
| 2003/04 | Real Betis               | 31          | 4     |
| 2004/05 | Real Betis               | 34          | 5     |
| 2005/06 | Real Betis               | 14          | 1     |
| 2006/07 | Real Betis               | 24          | 2     |
| 2007/08 | Real Betis               | 10          | 1     |
| 2008/09 | Málaga CF                | 15          | 0     |